# ザザ・ゴガヴァ

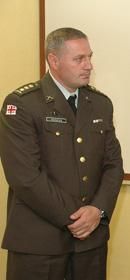
ザザ・ゴガワ准将（2007年撮影）

ザザ・ゴガヴァ（コガワ、グルジア語: ზაზა გოგავა、Zaza Gogava、1971年4月15日 - ）は、グルジア共和国の軍人。グルジア軍准将（Brigadier General）。2006年11月からグルジア軍参謀総長（Chief of Joint Staff）。アメリカで対テロの教育を受けており、生粋の軍人というよりは、テロ対策の専門家である。

## 経歴
- 1995年〜2002年：対テロリスト準備課程（アメリカ）
- 1995年〜1996年：国家保安庁国家保安局テロ・麻薬取引対策センター特殊任務部隊「オメガ」第1攻撃グループ隊員
- 1996年：特殊任務部隊「オメガ」第1攻撃グループ将校
- 1997年：特殊任務部隊「オメガ」第1攻撃グループ長
- 1997年〜1998年：特殊国家防護局戦闘班第1攻撃グループ長
- 1998年：国家保安部軍事局特殊任務部隊テロ対策部隊爆発物処理班副班長
- 1998年：国際犯罪対策部対テロ課第2班作戦将校
- 1998年：国際犯罪対策部国際麻薬取引対策局第2班作戦将校
- 1999年：テロ対策局戦闘・特殊任務課特殊任務部隊副隊長
- 1999年〜2000年：対テロ・センター緊急対応・特殊任務課第1班長代行
- 2000年：対テロ・センター緊急対応・特殊任務課第1班長
- 2000年〜2003年：緊急対応・特殊任務課副課長
- 2002年：対テロ準備課程（アメリカ）
- 2003年〜2004年：特殊作戦センター対テロ課長
- 2004年：内務省G.グルア将軍名称警察特殊任務部隊長
- 2004年〜2006年：特殊戦力旅団長
- 2006年：グルジア軍参謀次長
- 2006年11月：グルジア軍参謀総長[1]
- 2008年11月：グルジア軍参謀総長を退任、ジョージア国境警察長官に

## パーソナル
妻帯、2児を有する。1994年、トビリシ国立工業大学（トビリシ工科大学）運輸技術学部を卒業。ロシア語を流暢に話す。